# 황호동 (대전)
황호동은 대전광역시 대덕구의 법정동이다. 행정동은 신탄진동이다.

## 섬 지역
황호동의 북쪽 대청호에는 황호동 큰섬과 황호동 작은섬이 있는데, 청남대 경비를 위해 일부 지역의 소유권이 중앙정부가 가지고 있던 것으로 알려져 있다가 청남대 지방 이양 무렵에 소유권이 충청북도에 넘어갔다. 대전광역시와 대덕구에선 이에 반발하고 있다.